# József von Gaal

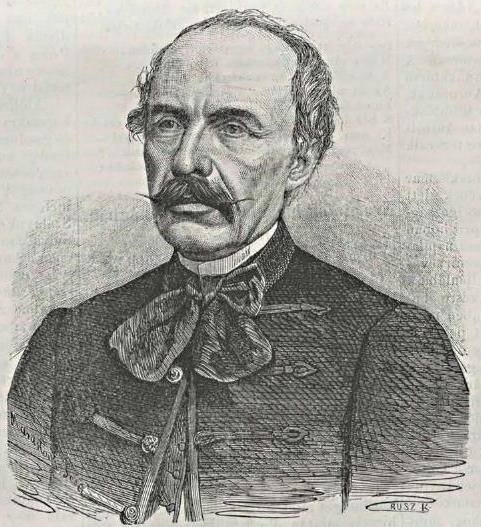
József von Gaal

József von Gaal (Gaál) (* 12. Dezember 1811 in Nagykároly; † 26. Februar 1866 in Pest) war ein ungarischer Schriftsteller und Satiriker.

## Leben
Der im heutigen Rumänien geborene Gaal war nach dem Studium als Beamter im Regierungsdienst beim Statthalter des Komitat Sathmar tätig und verfasste daneben Gedichte, später auch Erzählungen und volkstümliche Komödien, die unter anderem von Marci Zöld beeinflusst waren. Nach seinem literarischen Debüt Öröm-dal (1829) gewann er 1836 mit dem Roman Szirmay Ilona den Preis der Ungarischen Akademie der Wissenschaften, deren korrespondierendes Mitglied er bereits im September 1837 wurde. Auch die historische Komödie A király Ludason („Der König in Ludas“, 1837) erhielt Lob von der Akademie der Wissenschaften.
Sein bekanntestes Lustspiel ist A peleskei nótarius („Der Notar in Peleske“, 1838), das am 8. Oktober 1838 am Budapester Nationaltheater uraufgeführt wurde und wegen des großen Erfolges sowie des bahnbrechenden Einflusses auf das ungarische Theater über viele Jahre immer wieder aufgeführt wurde. In der Folgezeit verfasste er Két Júlia (Komödie, 1841), Szvatopluk (1843) und die Burleske A vén sas (1844).
Während der Ungarischen Revolution 1848/1849 war er Sekretär von János Damjanich, einem der Generale der ungarischen Revolutionäre gegen die Habsburger sowie einer der Märtyrer von Arad.
Nach der Revolution erfolgte bis 1855 eine Konfination nach Arad. Danach war er Erzieher der Familie der Grafen von Csekonics in Jimbolia, ehe er sich in Pest niederließ. Während dieser Zeit erschienen Gróf Benyovszky Móricz élete és viszontagságai (1857), Rontó Pál élete és viszontagságai (1857) sowie Peru fölfedezése és elfoglalása (1858).